# Гора (Андреевский сельсовет)
Гора — деревня в Вашкинском районе Вологодской области.
Входит в состав Андреевского сельского поселения, с точки зрения административно-территориального деления — в Андреевский сельсовет.
Расстояние по автодороге до районного центра Липина Бора — 63 км, до центра муниципального образования деревни Андреевская — 32 км. Ближайшие населённые пункты — Афанасьевская, Гридино, Тимошино, Фомино.
По переписи 2002 года население — 2 человека.